# Torneo Apertura 2021 (Colombia)
El Torneo Apertura 2021 (conocido como Liga BetPlay Dimayor 2021-I por motivos de patrocinio), fue la nonagésima segunda (92.a) edición de la Categoría Primera A del fútbol profesional colombiano, siendo el primer torneo de la temporada 2021. Este inició el 16 de enero y concluyó el 20 de junio de 2021.
Deportes Tolima ganó su tercer título de liga en este torneo, venciendo a Millonarios en la final por un marcador global de 3:2 luego de empatar 1:1 en el partido de ida en Ibagué y ganar el partido de vuelta en Bogotá por dos goles a uno. Como campeón, Deportes Tolima clasificó a la fase de grupos de la Copa Libertadores 2022 y a la Superliga de Colombia 2022.

## Sistema de juego
El sistema de juego para el Torneo Apertura se estableció el 17 de diciembre de 2020 en asamblea de la Dimayor. Se jugó en un sistema de tres fases: en la primera los equipos jugaron 19 jornadas todos contra todos, teniendo cada equipo una fecha de descanso debido a que el torneo tuvo 19 equipos por la desafiliación del Cúcuta Deportivo. Los ocho primeros equipos de la tabla de posiciones al final de las 19 jornadas clasificaron a la siguiente fase (cuartos de final) que consistió en llaves de eliminación directa con partidos de ida y vuelta. Los ganadores de cada llave se enfrentaron en las semifinales bajo el mismo formato y los vencedores de estas jugaron la final para definir el campeón del torneo que clasificó a la Copa Libertadores y la Superliga. No se jugó jornada de "clásicos", como tampoco liguilla de eliminados al haber sido esta última creada de manera excepcional para el campeonato anterior por la suspensión por la pandemia de COVID-19 y compromisos de televisión.
Debido a que en el campeonato anterior se determinó postergar los descensos a la Primera B para el primer semestre de 2021, el equipo peor ubicado en la tabla del descenso al final de la fase todos contra todos perdió la categoría y será reemplazado para el segundo semestre del año por los ganadores de la gran final y el repechaje de la Primera B, con lo cual la liga volverá a tener 20 equipos.

## Equipos participantes

### Relevo anual de clubes
| Ascendidos a la Primera A |
| ------------------------- |
| No hubo                   |

| Descendidos a la Primera B |
| -------------------------- |
| No hubo                    |

| Desafiliado de la Dimayor |
| ------------------------- |
| Cúcuta Deportivo          |

### Datos de los clubes
| Equipo                 | Entrenador                  | Ciudad          | Estadio                        | Aforo  |
| ---------------------- | --------------------------- | --------------- | ------------------------------ | ------ |
| Águilas Doradas        | Francesco Stifano           | Rionegro        | Alberto Grisales               | 14 000 |
| Alianza Petrolera      | Hubert Bodhert              | Barrancabermeja | Daniel Villa Zapata            | 10 400 |
| América de Cali        | Jersson González (interino) | Cali            | Olímpico Pascual Guerrero      | 35 400 |
| Atlético Bucaramanga   | Luis Fernando Suárez        | Bucaramanga     | Alfonso López                  | 25 000 |
| Atlético Nacional      | Alexandre Guimarães         | Medellín        | Atanasio Girardot              | 44 410 |
| Boyacá Chicó           | Mario García                | Tunja           | La Independencia               | 20 630 |
| Deportes Tolima        | Hernán Torres               | Ibagué          | Manuel Murillo Toro            | 28 170 |
| Deportivo Cali         | Alfredo Arias               | Palmira         | Deportivo Cali                 | 42 000 |
| Deportivo Pasto        | Giovanny Ruiz (interino)    | Pasto           | Departamental Libertad         | 20 000 |
| Deportivo Pereira      | Alexis Márquez (interino)   | Pereira         | Hernán Ramírez Villegas        | 30 290 |
| Envigado F. C.         | Andrés Orozco (interino)    | Envigado        | Polideportivo Sur              | 14 000 |
| Independiente Medellín | Hernán Darío Gómez          | Medellín        | Atanasio Girardot              | 44 410 |
| Jaguares               | Alberto Suárez              | Montería        | Jaraguay                       | 12 000 |
| Junior                 | Luis Amaranto Perea         | Barranquilla    | Metropolitano Roberto Meléndez | 46 690 |
| La Equidad             | Alexis García               | Bogotá          | Metropolitano de Techo         | 10 000 |
| Millonarios            | Alberto Gamero              | Bogotá          | Nemesio Camacho El Campín      | 36 340 |
| Once Caldas            | Eduardo Lara                | Manizales       | Palogrande                     | 32 670 |
| Patriotas              | Abel Segovia                | Tunja           | La Independencia               | 20 630 |
| Santa Fe               | Harold Rivera               | Bogotá          | Nemesio Camacho El Campín      | 36 340 |

#### Cambio de entrenadores
| Equipo                 | Entrenador saliente   | Fecha de salida         | Reemplazado por             | Fecha de llegada        |
| ---------------------- | --------------------- | ----------------------- | --------------------------- | ----------------------- |
| Atlético Nacional      | Alejandro Restrepo    | 28 de noviembre de 2020 | Alexandre Guimarães         | 30 de noviembre de 2020 |
| Alianza Petrolera      | Dayro Montesino       | 9 de diciembre de 2020  | Wilson Gutiérrez            | 23 de noviembre de 2020 |
| Independiente Medellín | Humberto Sierra       | 10 de diciembre de 2020 | Hernán Darío Gómez          | 11 de diciembre de 2020 |
| Águilas Doradas        | Francesco Stifano     | 12 de diciembre de 2020 | Hubert Bodhert              | 4 de enero de 2021      |
| Deportivo Pereira      | Alexis Márquez        | 22 de diciembre de 2020 | Jorge Artigas               | 30 de diciembre de 2020 |
| Once Caldas            | Hubert Bodhert        | 1 de enero de 2021      | Eduardo Lara                | 3 de enero de 2021      |
| Boyacá Chicó           | Belmer Aguilar        | 15 de enero de 2021     | Mario García                | 15 de enero de 2021     |
| Atlético Bucaramanga   | Guillermo Sanguinetti | 15 de febrero de 2021   | Luis Fernando Suárez        | 23 de febrero de 2021   |
| Alianza Petrolera      | Wilson Gutiérrez      | 26 de febrero de 2021   | Hubert Bodhert              | 7 de marzo de 2021      |
| Deportivo Pereira      | Jorge Artigas         | 26 de febrero de 2021   | Alexis Márquez (interino)   | 26 de febrero de 2021   |
| Águilas Doradas        | Hubert Bodhert        | 2 de marzo de 2021      | Francesco Stifano           | 3 de marzo de 2021      |
| Envigado F. C.         | José Arastey          | 24 de marzo de 2021     | Andrés Orozco (interino)    | 25 de marzo de 2021     |
| Deportivo Pasto        | Diego Corredor        | 9 de abril de 2021      | Giovanny Ruiz(interino)     | 9 de abril de 2021      |
| América de Cali        | Juan Cruz Real        | 28 de abril de 2021     | Jersson González (interino) | 28 de abril de 2021     |

### Localización
| Antioquia       | 4 | Águilas Doradas, Atlético Nacional, Envigado F. C. e Independiente Medellín | Junior Jaguares Bucaramanga Alianza Medellín Envigado Águilas Tunja Caldas Pereira Bogotá · Tolima Cali América Pasto Equipos de Bogotá: · La Equidad · Millonarios · Santa Fe Equipos de Medellín: · Atlético Nacional · Independiente Medellín Equipos de Tunja: · Boyacá Chicó · Patriotas |
| Bogotá, D. C.   | 3 | La Equidad, Millonarios y Santa Fe                                          | Junior Jaguares Bucaramanga Alianza Medellín Envigado Águilas Tunja Caldas Pereira Bogotá · Tolima Cali América Pasto Equipos de Bogotá: · La Equidad · Millonarios · Santa Fe Equipos de Medellín: · Atlético Nacional · Independiente Medellín Equipos de Tunja: · Boyacá Chicó · Patriotas |
| Boyacá          | 2 | Boyacá Chicó y Patriotas                                                    | Junior Jaguares Bucaramanga Alianza Medellín Envigado Águilas Tunja Caldas Pereira Bogotá · Tolima Cali América Pasto Equipos de Bogotá: · La Equidad · Millonarios · Santa Fe Equipos de Medellín: · Atlético Nacional · Independiente Medellín Equipos de Tunja: · Boyacá Chicó · Patriotas |
| Santander       | 2 | Alianza Petrolera y Atlético Bucaramanga                                    | Junior Jaguares Bucaramanga Alianza Medellín Envigado Águilas Tunja Caldas Pereira Bogotá · Tolima Cali América Pasto Equipos de Bogotá: · La Equidad · Millonarios · Santa Fe Equipos de Medellín: · Atlético Nacional · Independiente Medellín Equipos de Tunja: · Boyacá Chicó · Patriotas |
| Valle del Cauca | 2 | América de Cali y Deportivo Cali                                            | Junior Jaguares Bucaramanga Alianza Medellín Envigado Águilas Tunja Caldas Pereira Bogotá · Tolima Cali América Pasto Equipos de Bogotá: · La Equidad · Millonarios · Santa Fe Equipos de Medellín: · Atlético Nacional · Independiente Medellín Equipos de Tunja: · Boyacá Chicó · Patriotas |
| Atlántico       | 1 | Junior                                                                      | Junior Jaguares Bucaramanga Alianza Medellín Envigado Águilas Tunja Caldas Pereira Bogotá · Tolima Cali América Pasto Equipos de Bogotá: · La Equidad · Millonarios · Santa Fe Equipos de Medellín: · Atlético Nacional · Independiente Medellín Equipos de Tunja: · Boyacá Chicó · Patriotas |
| Caldas          | 1 | Once Caldas                                                                 | Junior Jaguares Bucaramanga Alianza Medellín Envigado Águilas Tunja Caldas Pereira Bogotá · Tolima Cali América Pasto Equipos de Bogotá: · La Equidad · Millonarios · Santa Fe Equipos de Medellín: · Atlético Nacional · Independiente Medellín Equipos de Tunja: · Boyacá Chicó · Patriotas |
| Córdoba         | 1 | Jaguares                                                                    | Junior Jaguares Bucaramanga Alianza Medellín Envigado Águilas Tunja Caldas Pereira Bogotá · Tolima Cali América Pasto Equipos de Bogotá: · La Equidad · Millonarios · Santa Fe Equipos de Medellín: · Atlético Nacional · Independiente Medellín Equipos de Tunja: · Boyacá Chicó · Patriotas |
| Nariño          | 1 | Deportivo Pasto                                                             | Junior Jaguares Bucaramanga Alianza Medellín Envigado Águilas Tunja Caldas Pereira Bogotá · Tolima Cali América Pasto Equipos de Bogotá: · La Equidad · Millonarios · Santa Fe Equipos de Medellín: · Atlético Nacional · Independiente Medellín Equipos de Tunja: · Boyacá Chicó · Patriotas |
| Risaralda       | 1 | Deportivo Pereira                                                           | Junior Jaguares Bucaramanga Alianza Medellín Envigado Águilas Tunja Caldas Pereira Bogotá · Tolima Cali América Pasto Equipos de Bogotá: · La Equidad · Millonarios · Santa Fe Equipos de Medellín: · Atlético Nacional · Independiente Medellín Equipos de Tunja: · Boyacá Chicó · Patriotas |
| Tolima          | 1 | Deportes Tolima                                                             | Junior Jaguares Bucaramanga Alianza Medellín Envigado Águilas Tunja Caldas Pereira Bogotá · Tolima Cali América Pasto Equipos de Bogotá: · La Equidad · Millonarios · Santa Fe Equipos de Medellín: · Atlético Nacional · Independiente Medellín Equipos de Tunja: · Boyacá Chicó · Patriotas |

## Todos contra todos

### Clasificación
| Pos. | Equipo                 | Pts. | PJ | G  | E  | P  | GF | GC | Dif. | Clasificación                         |
| ---- | ---------------------- | ---- | -- | -- | -- | -- | -- | -- | ---- | ------------------------------------- |
| 1    | Atlético Nacional      | 34   | 18 | 10 | 4  | 4  | 37 | 15 | +22  | Cuartos de final.                     |
| 2    | Santa Fe               | 33   | 18 | 9  | 6  | 3  | 25 | 14 | +11  | Cuartos de final.                     |
| 3    | Millonarios            | 33   | 18 | 10 | 3  | 5  | 25 | 18 | +7   | Cuartos de final.                     |
| 4    | Deportivo Cali         | 31   | 18 | 8  | 7  | 3  | 19 | 14 | +5   | Cuartos de final.                     |
| 5    | Deportes Tolima        | 30   | 18 | 8  | 6  | 4  | 22 | 14 | +8   | Cuartos de final.                     |
| 6    | La Equidad             | 30   | 18 | 8  | 6  | 4  | 21 | 18 | +3   | Cuartos de final.                     |
| 7    | Junior                 | 29   | 18 | 8  | 5  | 5  | 21 | 13 | +8   | Cuartos de final.                     |
| 8    | América de Cali        | 29   | 18 | 7  | 8  | 3  | 19 | 12 | +7   | Cuartos de final.                     |
| 9    | Independiente Medellín | 26   | 18 | 6  | 8  | 4  | 17 | 15 | +2   |                                       |
| 10   | Jaguares               | 25   | 18 | 7  | 4  | 7  | 21 | 21 | 0    |                                       |
| 11   | Atlético Bucaramanga   | 24   | 18 | 6  | 6  | 6  | 20 | 16 | +4   |                                       |
| 12   | Deportivo Pasto        | 23   | 18 | 4  | 11 | 3  | 19 | 20 | −1   |                                       |
| 13   | Boyacá Chicó           | 19   | 18 | 5  | 4  | 9  | 17 | 20 | −3   | Descenso a la Primera B por promedio. |
| 14   | Deportivo Pereira      | 18   | 18 | 4  | 6  | 8  | 16 | 24 | −8   |                                       |
| 15   | Once Caldas            | 17   | 18 | 3  | 8  | 7  | 20 | 23 | −3   |                                       |
| 16   | Envigado F. C.         | 17   | 18 | 3  | 8  | 7  | 15 | 23 | −8   |                                       |
| 17   | Patriotas              | 17   | 18 | 5  | 2  | 11 | 17 | 31 | −14  |                                       |
| 18   | Águilas Doradas        | 14   | 18 | 2  | 8  | 8  | 13 | 24 | −11  |                                       |
| 19   | Alianza Petrolera      | 6    | 18 | 0  | 6  | 12 | 10 | 39 | −29  |                                       |

 Fuente: Dimayor

#### Evolución de la clasificación
| Equipo                 | Jornada | Jornada | Jornada | Jornada | Jornada | Jornada | Jornada | Jornada | Jornada | Jornada | Jornada | Jornada | Jornada | Jornada | Jornada | Jornada | Jornada | Jornada | Jornada |
| Equipo                 | 1       | 2       | 3       | 4       | 5       | 6       | 7       | 8       | 9       | 10      | 11      | 12      | 13      | 14      | 15      | 16      | 17      | 18      | 19      |
| ---------------------- | ------- | ------- | ------- | ------- | ------- | ------- | ------- | ------- | ------- | ------- | ------- | ------- | ------- | ------- | ------- | ------- | ------- | ------- | ------- |
| Atlético Nacional      | 2       | 6       | 3       | 3       | 3       | 6       | 2       | 2       | 7       | 5       | 7       | 6       | 2       | 1       | 1       | 1       | 1       | 1       | 1       |
| Santa Fe               | 19      | 19      | 11      | 8       | 5       | 3       | 4       | 4       | 3       | 3       | 2       | 3       | 5       | 3       | 3       | 5       | 2       | 3       | 2       |
| Millonarios            | 5       | 7       | 4       | 5       | 4       | 7       | 3       | 6       | 9       | 9       | 5       | 4       | 6       | 8       | 4       | 7       | 7       | 5       | 3       |
| Deportivo Cali         | 3       | 2       | 2       | 1       | 1       | 1       | 1       | 1       | 1       | 1       | 1       | 2       | 4       | 6       | 7       | 3       | 6       | 2       | 4       |
| Deportes Tolima        | 11      | 13      | 8       | 10      | 6       | 4       | 7       | 3       | 2       | 2       | 3       | 1       | 3       | 4       | 5       | 2       | 4       | 4       | 5       |
| La Equidad             | 7       | 3       | 9       | 6       | 7       | 5       | 8       | 8       | 6       | 4       | 6       | 5       | 1       | 2       | 2       | 6       | 3       | 6       | 6       |
| Junior                 | 4       | 1       | 1       | 2       | 2       | 2       | 5       | 7       | 4       | 7       | 8       | 10      | 8       | 7       | 8       | 4       | 5       | 7       | 7       |
| América de Cali        | 13      | 12      | 12      | 13      | 14      | 12      | 12      | 11      | 12      | 13      | 10      | 9       | 10      | 11      | 9       | 8       | 8       | 8       | 8       |
| Independiente Medellín | 16      | 8       | 6       | 7       | 9       | 8       | 6       | 5       | 5       | 8       | 9       | 8       | 7       | 5       | 6       | 9       | 9       | 9       | 9       |
| Jaguares               | 17      | 9       | 5       | 4       | 8       | 9       | 9       | 9       | 8       | 6       | 4       | 7       | 9       | 9       | 10      | 11      | 10      | 10      | 10      |
| Atlético Bucaramanga   | 1       | 5       | 10      | 11      | 11      | 13      | 10      | 10      | 10      | 10      | 11      | 12      | 11      | 10      | 12      | 12      | 12      | 12      | 11      |
| Deportivo Pasto        | 9       | 4       | 7       | 9       | 10      | 10      | 14      | 13      | 11      | 11      | 12      | 11      | 12      | 12      | 11      | 10      | 11      | 11      | 12      |
| Boyacá Chicó           | 18      | 18      | 17      | 19      | 19      | 19      | 19      | 17      | 17      | 18      | 17      | 17      | 17      | 15      | 17      | 14      | 15      | 13      | 13      |
| Deportivo Pereira      | 6       | 14      | 19      | 15      | 16      | 18      | 18      | 19      | 18      | 17      | 18      | 18      | 18      | 18      | 18      | 18      | 18      | 16      | 14      |
| Once Caldas            | 10      | 15      | 14      | 16      | 13      | 11      | 15      | 16      | 16      | 16      | 16      | 15      | 16      | 17      | 15      | 15      | 17      | 17      | 15      |
| Envigado F. C.         | 15      | 17      | 18      | 14      | 15      | 16      | 16      | 15      | 13      | 14      | 14      | 14      | 13      | 14      | 14      | 13      | 13      | 15      | 16      |
| Patriotas              | 14      | 16      | 13      | 17      | 17      | 15      | 11      | 12      | 14      | 12      | 13      | 13      | 15      | 16      | 13      | 17      | 14      | 14      | 17      |
| Águilas Doradas        | 12      | 11      | 16      | 12      | 12      | 14      | 13      | 14      | 15      | 15      | 15      | 16      | 14      | 13      | 16      | 16      | 16      | 18      | 18      |
| Alianza Petrolera      | 8       | 10      | 15      | 18      | 18      | 17      | 17      | 18      | 19      | 19      | 19      | 19      | 19      | 19      | 19      | 19      | 19      | 19      | 19      |

1. 1 2 3 4  Los partidos Santa Fe vs. Deportes Tolima y Boyacá Chicó vs. Millonarios por la segunda (2ª) fecha fueron aplazados y se jugaron el 4 de marzo, días antes de la disputa de la undécima (11ª) fecha.
2. 1 2  El partido entre Patriotas y América de Cali por la primera (1ª) fecha fue aplazado y se jugó el 3 de marzo, días antes de la disputa de la undécima (11ª) fecha.
3. 1 2  El partido entre Deportivo Pasto y Atlético Bucaramanga por la decimosexta (16ª) fecha fue aplazado y se jugó el 15 de abril, días antes de la disputa de la decimonovena (19ª) fecha.

### Resultados
- La hora de cada encuentro corresponde al huso horario que rige a Colombia (UTC-5)

Nota: Los horarios se definen la semana previa a cada jornada. Todos los partidos son transmitidos en vivo por Win Sports+. El canal Win Sports transmite 4 partidos en vivo por fecha.
| Millonarios            | 1 : 0 | Envigado F. C.         | Palogrande                     | 16 de enero | 17:00 | Win Sports+              |
| Junior                 | 1 : 0 | Independiente Medellín | Metropolitano Roberto Meléndez | 16 de enero | 19:30 | Win Sports+              |
| Deportivo Pasto        | 2 : 2 | La Equidad             | Departamental Libertad         | 17 de enero | 14:00 | Win Sports+ y Win Sports |
| Atlético Nacional      | 2 : 0 | Santa Fe               | Atanasio Girardot              | 17 de enero | 18:05 | Win Sports+              |
| Deportivo Cali         | 1 : 0 | Jaguares               | Deportivo Cali                 | 17 de enero | 20:10 | Win Sports+ y Win Sports |
| Deportes Tolima        | 1 : 1 | Once Caldas            | Manuel Murillo Toro            | 18 de enero | 15:30 | Win Sports+              |
| Atlético Bucaramanga   | 2 : 0 | Boyacá Chicó           | Alfonso López                  | 19 de enero | 19:40 | Win Sports+ y Win Sports |
| Alianza Petrolera      | 2 : 2 | Deportivo Pereira      | Daniel Villa Zapata            | 20 de enero | 19:40 | Win Sports+ y Win Sports |
| Patriotas              | 0 : 1 | América de Cali        | La Independencia               | 3 de marzo  | 20:05 | Win Sports+              |
| Libre: Águilas Doradas |       |                        |                                |             |       |                          |

| Independiente Medellín   | 2 : 1 | Patriotas            | Atanasio Girardot                 | 22 de enero | 20:00 | Win Sports+ y Win Sports |
| Envigado F. C.           | 0 : 1 | Deportivo Pasto      | Polideportivo Sur                 | 23 de enero | 17:35 | Win Sports+ y Win Sports |
| América de Cali          | 1 : 1 | Águilas Doradas      | Francisco Rivera Escobar          | 24 de enero | 16:00 | Win Sports+              |
| Jaguares                 | 2 : 1 | Atlético Bucaramanga | Jaraguay                          | 24 de enero | 18:05 | Win Sports+ y Win Sports |
| Deportivo Pereira        | 0 : 1 | Deportivo Cali       | Hernán Ramírez Villegas           | 24 de enero | 20:10 | Win Sports+              |
| La Equidad               | 1 : 0 | Atlético Nacional    | Municipal Héctor El Zipa González | 25 de enero | 14:00 | Win Sports+              |
| Once Caldas              | 1 : 2 | Junior               | Palogrande                        | 25 de enero | 17:30 | Win Sports+              |
| Boyacá Chicó             | 0 : 1 | Millonarios          | La Independencia                  | 4 de marzo  | 18:00 | Win Sports+              |
| Santa Fe                 | 3 : 2 | Deportes Tolima      | Nemesio Camacho El Campín         | 4 de marzo  | 20:05 | Win Sports+              |
| Libre: Alianza Petrolera |       |                      |                                   |             |       |                          |

| Jaguares               | 2 : 0 | Alianza Petrolera      | Jaraguay                          | 29 de enero  | 18:00 | Win Sports+ y Win Sports |
| Deportivo Cali         | 1 : 1 | Envigado F. C.         | Deportivo Cali                    | 29 de enero  | 20:00 | Win Sports+ y Win Sports |
| Patriotas              | 1 : 1 | Boyacá Chicó           | La Independencia                  | 30 de enero  | 14:00 | Win Sports+ y Win Sports |
| Águilas Doradas        | 0 : 2 | Santa Fe               | Alberto Grisales                  | 30 de enero  | 16:00 | Win Sports+              |
| Atlético Nacional      | 5 : 2 | Deportivo Pereira      | Atanasio Girardot                 | 30 de enero  | 18:05 | Win Sports+              |
| Junior                 | 2 : 1 | América de Cali        | Metropolitano Roberto Meléndez    | 30 de enero  | 20:10 | Win Sports+              |
| Deportes Tolima        | 1 : 0 | La Equidad             | Manuel Murillo Toro               | 31 de enero  | 15:30 | Win Sports+ y Win Sports |
| Atlético Bucaramanga   | 0 : 1 | Independiente Medellín | Alfonso López                     | 31 de enero  | 19:40 | Win Sports+              |
| Millonarios            | 4 : 3 | Once Caldas            | Municipal Héctor El Zipa González | 1 de febrero | 14:00 | Win Sports+              |
| Libre: Deportivo Pasto |       |                        |                                   |              |       |                          |

| Envigado F. C.         | 1 : 1 | Jaguares             | Polideportivo Sur                 | 2 de febrero | 16:00 | Win Sports+ y Win Sports |
| Boyacá Chicó           | 0 : 1 | Deportivo Cali       | La Independencia                  | 2 de febrero | 18:00 | Win Sports+              |
| Deportivo Pasto        | 0 : 0 | Atlético Nacional    | Departamental Libertad            | 2 de febrero | 20:05 | Win Sports+              |
| La Equidad             | 1 : 0 | Junior               | Municipal Héctor El Zipa González | 3 de febrero | 14:00 | Win Sports+              |
| Deportivo Pereira      | 0 : 0 | Deportes Tolima      | Hernán Ramírez Villegas           | 3 de febrero | 16:00 | Win Sports+ y Win Sports |
| Alianza Petrolera      | 1 : 2 | Águilas Doradas      | Daniel Villa Zapata               | 3 de febrero | 18:05 | Win Sports+ y Win Sports |
| América de Cali        | 0 : 0 | Atlético Bucaramanga | Olímpico Pascual Guerrero         | 3 de febrero | 20:10 | Win Sports+              |
| Santa Fe               | 1 : 0 | Patriotas            | Nemesio Camacho El Campín         | 4 de febrero | 14:00 | Win Sports+ y Win Sports |
| Independiente Medellín | 0 : 0 | Millonarios          | Atanasio Girardot                 | 4 de febrero | 20:00 | Win Sports+              |
| Libre: Once Caldas     |       |                      |                                   |              |       |                          |

| Once Caldas            | 3 : 1 | Envigado F. C.         | Palogrande                     | 6 de febrero | 15:15 | Win Sports+ y Win Sports |
| Junior                 | 2 : 0 | Alianza Petrolera      | Metropolitano Roberto Meléndez | 6 de febrero | 17:30 | Win Sports+              |
| Atlético Nacional      | 2 : 0 | Boyacá Chicó           | Atanasio Girardot              | 6 de febrero | 20:00 | Win Sports+              |
| Millonarios            | 3 : 2 | Deportivo Pereira      | Nemesio Camacho El Campín      | 7 de febrero | 14:00 | Win Sports+              |
| Deportes Tolima        | 2 : 1 | Independiente Medellín | Manuel Murillo Toro            | 7 de febrero | 16:00 | Win Sports+              |
| Patriotas              | 0 : 1 | Deportivo Cali         | La Independencia               | 7 de febrero | 18:05 | Win Sports+ y Win Sports |
| Jaguares               | 0 : 1 | Santa Fe               | Jaraguay                       | 7 de febrero | 20:10 | Win Sports+              |
| Atlético Bucaramanga   | 0 : 0 | La Equidad             | Alfonso López                  | 8 de febrero | 20:00 | Win Sports+ y Win Sports |
| Águilas Doradas        | 1 : 1 | Deportivo Pasto        | Alberto Grisales               | 9 de febrero | 19:40 | Win Sports+ y Win Sports |
| Libre: América de Cali |       |                        |                                |              |       |                          |

| Deportivo Pereira        | 1 : 2 | Patriotas            | Hernán Ramírez Villegas   | 12 de febrero | 16:00 | Win Sports+ y Win Sports |
| Alianza Petrolera        | 0 : 0 | Once Caldas          | Daniel Villa Zapata       | 12 de febrero | 18:00 | Win Sports+ y Win Sports |
| Boyacá Chicó             | 1 : 2 | América de Cali      | La Independencia          | 12 de febrero | 20:05 | Win Sports+              |
| La Equidad               | 1 : 0 | Millonarios          | Metropolitano de Techo    | 13 de febrero | 15:15 | Win Sports+              |
| Deportivo Cali           | 1 : 0 | Águilas Doradas      | Deportivo Cali            | 13 de febrero | 17:30 | Win Sports+              |
| Envigado F. C.           | 2 : 2 | Junior               | Polideportivo Sur         | 13 de febrero | 20:00 | Win Sports+              |
| Santa Fe                 | 2 : 0 | Atlético Bucaramanga | Nemesio Camacho El Campín | 14 de febrero | 14:00 | Win Sports+              |
| Independiente Medellín   | 1 : 0 | Jaguares             | Atanasio Girardot         | 14 de febrero | 18:05 | Win Sports+ y Win Sports |
| Deportivo Pasto          | 0 : 1 | Deportes Tolima      | Departamental Libertad    | 14 de febrero | 20:10 | Win Sports+ y Win Sports |
| Libre: Atlético Nacional |       |                      |                           |               |       |                          |

| Patriotas              | 3 : 1 | Alianza Petrolera | La Independencia               | 16 de febrero | 18:00 | Win Sports+ y Win Sports |
| Once Caldas            | 0 : 1 | Atlético Nacional | Palogrande                     | 16 de febrero | 20:00 | Win Sports+              |
| Atlético Bucaramanga   | 2 : 0 | Deportivo Pereira | Alfonso López                  | 17 de febrero | 14:00 | Win Sports+ y Win Sports |
| Águilas Doradas        | 1 : 1 | Envigado F. C.    | Alberto Grisales               | 17 de febrero | 16:00 | Win Sports+ y Win Sports |
| Independiente Medellín | 1 : 0 | Boyacá Chicó      | Atanasio Girardot              | 17 de febrero | 18:05 | Win Sports+              |
| Junior                 | 1 : 2 | Deportivo Cali    | Metropolitano Roberto Meléndez | 17 de febrero | 20:10 | Win Sports+              |
| Jaguares               | 2 : 1 | La Equidad        | Jaraguay                       | 18 de febrero | 16:00 | Win Sports+ y Win Sports |
| Millonarios            | 3 : 1 | Deportivo Pasto   | Nemesio Camacho El Campín      | 18 de febrero | 18:00 | Win Sports+              |
| América de Cali        | 0 : 0 | Santa Fe          | Olímpico Pascual Guerrero      | 18 de febrero | 20:05 | Win Sports+              |
| Libre: Deportes Tolima |       |                   |                                |               |       |                          |

| Deportes Tolima    | 3 : 1 | Patriotas              | Manuel Murillo Toro       | 19 de febrero | 20:00 | Win Sports+              |
| Envigado F. C.     | 1 : 0 | Atlético Bucaramanga   | Polideportivo Sur         | 20 de febrero | 15:15 | Win Sports+ y Win Sports |
| Deportivo Pereira  | 0 : 0 | Águilas Doradas        | Hernán Ramírez Villegas   | 20 de febrero | 17:30 | Win Sports+ y Win Sports |
| Boyacá Chicó       | 2 : 1 | Junior                 | La Independencia          | 20 de febrero | 20:00 | Win Sports+              |
| La Equidad         | 0 : 0 | Once Caldas            | Metropolitano de Techo    | 21 de febrero | 14:00 | Win Sports+ y Win Sports |
| Deportivo Pasto    | 2 : 2 | Jaguares               | Departamental Libertad    | 21 de febrero | 16:00 | Win Sports+ y Win Sports |
| Santa Fe           | 0 : 0 | Independiente Medellín | Nemesio Camacho El Campín | 21 de febrero | 18:05 | Win Sports+              |
| Atlético Nacional  | 2 : 2 | América de Cali        | Atanasio Girardot         | 21 de febrero | 20:10 | Win Sports+              |
| Deportivo Cali     | 1 : 1 | Alianza Petrolera      | Deportivo Cali            | 22 de febrero | 20:00 | Win Sports+              |
| Libre: Millonarios |       |                        |                           |               |       |                          |

| Junior                 | 2 : 0 | Millonarios       | Metropolitano Roberto Meléndez | 23 de febrero | 20:00 | Win Sports+              |
| América de Cali        | 0 : 0 | Envigado F. C.    | Olímpico Pascual Guerrero      | 24 de febrero | 14:00 | Win Sports+ y Win Sports |
| Águilas Doradas        | 1 : 2 | La Equidad        | Alberto Grisales               | 24 de febrero | 16:00 | Win Sports+              |
| Atlético Bucaramanga   | 3 : 2 | Atlético Nacional | Alfonso López                  | 24 de febrero | 18:05 | Win Sports+              |
| Santa Fe               | 2 : 0 | Boyacá Chicó      | Nemesio Camacho El Campín      | 24 de febrero | 20:10 | Win Sports+ y Win Sports |
| Once Caldas            | 0 : 1 | Deportivo Pasto   | Palogrande                     | 25 de febrero | 14:00 | Win Sports+              |
| Jaguares               | 2 : 0 | Deportivo Pereira | Jaraguay                       | 25 de febrero | 16:00 | Win Sports+ y Win Sports |
| Alianza Petrolera      | 0 : 5 | Deportes Tolima   | Daniel Villa Zapata            | 25 de febrero | 18:05 | Win Sports+ y Win Sports |
| Independiente Medellín | 1 : 1 | Deportivo Cali    | Atanasio Girardot              | 25 de febrero | 20:10 | Win Sports+              |
| Libre: Patriotas       |       |                   |                                |               |       |                          |

| La Equidad                  | 2 : 1 | Boyacá Chicó           | Metropolitano de Techo    | 27 de febrero | 17:30 | Win Sports+ y Win Sports |
| Patriotas                   | 1 : 0 | Junior                 | La Independencia          | 27 de febrero | 20:00 | Win Sports+              |
| Envigado F. C.              | 1 : 1 | Independiente Medellín | Polideportivo Sur         | 28 de febrero | 14:00 | Win Sports+ y Win Sports |
| Deportes Tolima             | 1 : 0 | Águilas Doradas        | Manuel Murillo Toro       | 28 de febrero | 16:00 | Win Sports+ y Win Sports |
| Deportivo Pasto             | 1 : 1 | América de Cali        | Departamental Libertad    | 28 de febrero | 18:05 | Win Sports+              |
| Deportivo Cali              | 1 : 1 | Santa Fe               | Deportivo Cali            | 28 de febrero | 20:10 | Win Sports+              |
| Deportivo Pereira           | 2 : 0 | Once Caldas            | Hernán Ramírez Villegas   | 1 de marzo    | 18:00 | Win Sports+ y Win Sports |
| Millonarios                 | 0 : 2 | Jaguares               | Nemesio Camacho El Campín | 1 de marzo    | 20:00 | Win Sports+              |
| Atlético Nacional           | 5 : 0 | Alianza Petrolera      | Atanasio Girardot         | 2 de marzo    | 20:00 | Win Sports+              |
| Libre: Atlético Bucaramanga |       |                        |                           |               |       |                          |

| Independiente Medellín | 1 : 1 | La Equidad           | Atanasio Girardot              | 5 de marzo | 18:00 | Win Sports+              |
| Junior                 | 1 : 1 | Atlético Bucaramanga | Metropolitano Roberto Meléndez | 5 de marzo | 20:00 | Win Sports+              |
| Once Caldas            | 0 : 0 | Deportivo Cali       | Palogrande                     | 6 de marzo | 17:30 | Win Sports+              |
| Águilas Doradas        | 1 : 1 | Atlético Nacional    | Alberto Grisales               | 6 de marzo | 20:00 | Win Sports+              |
| América de Cali        | 1 : 0 | Deportivo Pereira    | Olímpico Pascual Guerrero      | 7 de marzo | 15:30 | Win Sports+              |
| Jaguares               | 3 : 2 | Patriotas            | Jaraguay                       | 7 de marzo | 17:40 | Win Sports+ y Win Sports |
| Boyacá Chicó           | 2 : 1 | Deportes Tolima      | La Independencia               | 7 de marzo | 20:00 | Win Sports+ y Win Sports |
| Santa Fe               | 2 : 2 | Deportivo Pasto      | Nemesio Camacho El Campín      | 8 de marzo | 20:00 | Win Sports+              |
| Alianza Petrolera      | 0 : 2 | Millonarios          | Daniel Villa Zapata            | 9 de marzo | 20:00 | Win Sports+ y Win Sports |
| Libre: Envigado F. C.  |       |                      |                                |            |       |                          |

| Deportivo Cali       | 0 : 2 | América de Cali        | Deportivo Cali          | 11 de marzo | 20:00 | Win Sports+              |
| La Equidad           | 3 : 1 | Envigado F. C.         | Metropolitano de Techo  | 12 de marzo | 15:15 | Win Sports+ y Win Sports |
| Deportes Tolima      | 3 : 2 | Jaguares               | Manuel Murillo Toro     | 12 de marzo | 20:00 | Win Sports+ y Win Sports |
| Deportivo Pasto      | 1 : 0 | Alianza Petrolera      | Departamental Libertad  | 13 de marzo | 17:30 | Win Sports+ y Win Sports |
| Patriotas            | 0 : 2 | Millonarios            | La Independencia        | 13 de marzo | 20:00 | Win Sports+              |
| Águilas Doradas      | 0 : 2 | Independiente Medellín | Alberto Grisales        | 14 de marzo | 17:35 | Win Sports+              |
| Atlético Nacional    | 1 : 0 | Junior                 | Atanasio Girardot       | 14 de marzo | 20:00 | Win Sports+              |
| Atlético Bucaramanga | 1 : 1 | Once Caldas            | Alfonso López           | 15 de marzo | 20:00 | Win Sports+              |
| Deportivo Pereira    | 0 : 0 | Boyacá Chicó           | Hernán Ramírez Villegas | 16 de marzo | 20:00 | Win Sports+ y Win Sports |
| Libre: Santa Fe      |       |                        |                         |             |       |                          |

| Jaguares               | 0 : 2 | Águilas Doradas      | Jaraguay                       | 19 de marzo | 19:40 | Win Sports+ y Win Sports |
| Envigado F. C.         | 2 : 1 | Santa Fe             | Polideportivo Sur              | 20 de marzo | 15:30 | Win Sports+ y Win Sports |
| Junior                 | 3 : 0 | Deportivo Pereira    | Metropolitano Roberto Meléndez | 20 de marzo | 17:40 | Win Sports+              |
| Once Caldas            | 1 : 1 | América de Cali      | Palogrande                     | 20 de marzo | 20:00 | Win Sports+              |
| Independiente Medellín | 2 : 2 | Deportivo Pasto      | Atanasio Girardot              | 21 de marzo | 15:30 | Win Sports+              |
| Deportivo Cali         | 0 : 0 | Deportes Tolima      | Deportivo Cali                 | 21 de marzo | 17:40 | Win Sports+              |
| Millonarios            | 1 : 2 | Atlético Nacional    | Nemesio Camacho El Campín      | 21 de marzo | 20:00 | Win Sports+              |
| Patriotas              | 1 : 2 | La Equidad           | La Independencia               | 22 de marzo | 18:05 | Win Sports+ y Win Sports |
| Alianza Petrolera      | 1 : 3 | Atlético Bucaramanga | Daniel Villa Zapata            | 22 de marzo | 20:10 | Win Sports+ y Win Sports |
| Libre: Boyacá Chicó    |       |                      |                                |             |       |                          |

| Boyacá Chicó             | 3 : 0 | Envigado F. C.         | La Independencia          | 23 de marzo | 18:00 | Win Sports+ y Win Sports |
| Santa Fe                 | 2 : 0 | Once Caldas            | Nemesio Camacho El Campín | 23 de marzo | 20:00 | Win Sports+              |
| América de Cali          | 1 : 2 | Independiente Medellín | Olímpico Pascual Guerrero | 24 de marzo | 15:15 | Win Sports+              |
| Deportes Tolima          | 0 : 1 | Junior                 | Manuel Murillo Toro       | 24 de marzo | 17:30 | Win Sports+              |
| Atlético Nacional        | 3 : 1 | Jaguares               | Atanasio Girardot         | 24 de marzo | 20:00 | Win Sports+              |
| Deportivo Pasto          | 1 : 0 | Patriotas              | Departamental Libertad    | 25 de marzo | 14:00 | Win Sports+ y Win Sports |
| La Equidad               | 1 : 1 | Alianza Petrolera      | Metropolitano de Techo    | 25 de marzo | 16:00 | Win Sports+ y Win Sports |
| Atlético Bucaramanga     | 1 : 0 | Deportivo Cali         | Alfonso López             | 25 de marzo | 18:05 | Win Sports+              |
| Águilas Doradas          | 0 : 0 | Millonarios            | Alberto Grisales          | 25 de marzo | 20:10 | Win Sports+              |
| Libre: Deportivo Pereira |       |                        |                           |             |       |                          |

| Envigado F. C.         | 0 : 0 | Deportes Tolima      | Polideportivo Sur              | 27 de marzo | 14:00 | Win Sports+ y Win Sports |
| Once Caldas            | 4 : 2 | Boyacá Chicó         | Palogrande                     | 27 de marzo | 16:00 | Win Sports+ y Win Sports |
| Junior                 | 1 : 1 | Santa Fe             | Metropolitano Roberto Meléndez | 27 de marzo | 18:05 | Win Sports+              |
| Independiente Medellín | 0 : 0 | Atlético Nacional    | Atanasio Girardot              | 27 de marzo | 20:10 | Win Sports+              |
| Deportivo Pereira      | 0 : 0 | La Equidad           | Hernán Ramírez Villegas        | 28 de marzo | 14:00 | Win Sports+ y Win Sports |
| Alianza Petrolera      | 0 : 2 | América de Cali      | Daniel Villa Zapata            | 28 de marzo | 16:00 | Win Sports+              |
| Patriotas              | 2 : 1 | Águilas Doradas      | La Independencia               | 28 de marzo | 18:05 | Win Sports+ y Win Sports |
| Millonarios            | 2 : 1 | Atlético Bucaramanga | Nemesio Camacho El Campín      | 28 de marzo | 20:10 | Win Sports+              |
| Deportivo Cali         | 1 : 1 | Deportivo Pasto      | Deportivo Cali                 | 29 de marzo | 20:00 | Win Sports+              |
| Libre: Jaguares        |       |                      |                                |             |       |                          |

| Deportes Tolima               | 2 : 1 | Atlético Nacional    | Manuel Murillo Toro       | 30 de marzo | 18:00 | Win Sports+              |
| Jaguares                      | 0 : 2 | Junior               | Jaraguay                  | 30 de marzo | 20:05 | Win Sports+              |
| América de Cali               | 2 : 1 | Millonarios          | Olímpico Pascual Guerrero | 31 de marzo | 15:30 | Win Sports+              |
| Envigado F. C.                | 3 : 0 | Patriotas            | Polideportivo Sur         | 31 de marzo | 17:40 | Win Sports+ y Win Sports |
| Águilas Doradas               | 2 : 2 | Once Caldas          | Alberto Grisales          | 31 de marzo | 20:00 | Win Sports+ y Win Sports |
| Boyacá Chicó                  | 2 : 0 | Alianza Petrolera    | La Independencia          | 1 de abril  | 18:00 | Win Sports+ y Win Sports |
| La Equidad                    | 2 : 5 | Deportivo Cali       | Metropolitano de Techo    | 1 de abril  | 20:05 | Win Sports+              |
| Santa Fe                      | 1 : 1 | Deportivo Pereira    | Nemesio Camacho El Campín | 2 de abril  | 19:40 | Win Sports+              |
| Deportivo Pasto               | 1 : 1 | Atlético Bucaramanga | Departamental Libertad    | 15 de abril | 19:40 | Win Sports+ y Win Sports |
| Libre: Independiente Medellín |       |                      |                           |             |       |                          |

| Atlético Nacional     | 3 : 0 | Envigado F. C.         | Atanasio Girardot              | 3 de abril | 18:05 | Win Sports+              |
| Millonarios           | 0 : 0 | Deportes Tolima        | Nemesio Camacho El Campín      | 3 de abril | 20:10 | Win Sports+              |
| América de Cali       | 0 : 1 | La Equidad             | Olímpico Pascual Guerrero      | 4 de abril | 15:30 | Win Sports+              |
| Boyacá Chicó          | 0 : 0 | Deportivo Pasto        | La Independencia               | 4 de abril | 17:40 | Win Sports+ y Win Sports |
| Junior                | 0 : 0 | Águilas Doradas        | Metropolitano Roberto Meléndez | 4 de abril | 20:00 | Win Sports+              |
| Atlético Bucaramanga  | 0 : 1 | Patriotas              | Alfonso López                  | 5 de abril | 18:00 | Win Sports+ y Win Sports |
| Once Caldas           | 1 : 2 | Jaguares               | Palogrande                     | 5 de abril | 20:00 | Win Sports+ y Win Sports |
| Deportivo Pereira     | 1 : 0 | Independiente Medellín | Hernán Ramírez Villegas        | 6 de abril | 18:00 | Win Sports+              |
| Alianza Petrolera     | 0 : 3 | Santa Fe               | Daniel Villa Zapata            | 6 de abril | 20:00 | Win Sports+              |
| Libre: Deportivo Cali |       |                        |                                |            |       |                          |

| Independiente Medellín | 2 : 2 | Alianza Petrolera    | Atanasio Girardot         | 10 de abril | 15:30 | Win Sports+ y Win Sports |
| Jaguares               | 0 : 0 | América de Cali      | Jaraguay                  | 10 de abril | 17:40 | Win Sports+              |
| Deportivo Cali         | 1 : 0 | Atlético Nacional    | Deportivo Cali            | 10 de abril | 20:00 | Win Sports+              |
| Águilas Doradas        | 0 : 3 | Boyacá Chicó         | Alberto Grisales          | 11 de abril | 15:30 | Win Sports               |
| Envigado F. C.         | 0 : 1 | Deportivo Pereira    | Polideportivo Sur         | 11 de abril | 15:30 | Win Sports+              |
| Deportivo Pasto        | 0 : 0 | Junior               | Departamental Libertad    | 11 de abril | 17:40 | Win Sports+              |
| Santa Fe               | 1 : 2 | Millonarios          | Nemesio Camacho El Campín | 11 de abril | 20:00 | Win Sports+              |
| Deportes Tolima        | 0 : 0 | Atlético Bucaramanga | Manuel Murillo Toro       | 12 de abril | 20:00 | Win Sports+              |
| Patriotas              | 1 : 1 | Once Caldas          | La Independencia          | 13 de abril | 20:00 | Win Sports+ y Win Sports |
| Libre: La Equidad      |       |                      |                           |             |       |                          |

| Alianza Petrolera    | 1 : 1 | Envigado F. C.         | Daniel Villa Zapata       | 16 de abril | 19:40 | Win Sports+ y Win Sports             |
| Once Caldas          | 2 : 0 | Independiente Medellín | Palogrande                | 18 de abril | 15:30 | Win Sports                           |
| América de Cali      | 2 : 0 | Deportes Tolima        | Olímpico Pascual Guerrero | 18 de abril | 15:30 | Win Sports+                          |
| Atlético Bucaramanga | 4 : 1 | Águilas Doradas        | Alfonso López             | 18 de abril | 15:30 | Win Sports Online y www.winsports.co |
| Deportivo Pereira    | 4 : 2 | Deportivo Pasto        | Hernán Ramírez Villegas   | 18 de abril | 15:30 | Win Sports Online y www.winsports.co |
| La Equidad           | 1 : 2 | Santa Fe               | Metropolitano de Techo    | 18 de abril | 15:30 | Win Sports Online y www.winsports.co |
| Atlético Nacional    | 7 : 1 | Patriotas              | Atanasio Girardot         | 18 de abril | 15:30 | Win Sports Online y www.winsports.co |
| Boyacá Chicó         | 0 : 0 | Jaguares               | La Independencia          | 18 de abril | 15:30 | Win Sports Online y www.winsports.co |
| Millonarios          | 3 : 1 | Deportivo Cali         | Nemesio Camacho El Campín | 18 de abril | 15:30 | Win Sports Online y www.winsports.co |
| Libre: Junior        |       |                        |                           |             |       |                                      |

## Fase final
Para la segunda fase del torneo, los cuartos de final, clasificaron los ocho mejores ubicados en la tabla del Todos contra todos. Estos ocho equipos fueron divididos en cuatro llaves: llave A, B, C y D, los ubicados del primer (1.°) al cuarto (4.°) puesto fueron ubicados respectivamente en dichas llaves con la ventaja de que el juego de vuelta lo disputarán en condición de local. Los rivales de estos cuatro equipos salieron de los equipos ubicados del quinto (5.°) al octavo (8.°) puesto, a los cuales se les sorteó su ubicación en las llaves A, B, C y D. El sorteo de los cuartos de final se realizó el 19 de abril de 2021.

### Cuadro final
|  | Cuartos de final                                                        | Cuartos de final                                                        | Cuartos de final                                                        | Cuartos de final                                                        | Cuartos de final                                                        |             |             | Semifinales                                                 | Semifinales                                                 | Semifinales                                                 | Semifinales                                                 | Semifinales                                                 |   |  | Final                                                  | Final                                                  | Final                                                  | Final                                                  | Final                                                  |  |
|  | 24 y 25 de abril de 2021 (ida) 1 de mayo al 4 de junio de 2021 (vuelta) | 24 y 25 de abril de 2021 (ida) 1 de mayo al 4 de junio de 2021 (vuelta) | 24 y 25 de abril de 2021 (ida) 1 de mayo al 4 de junio de 2021 (vuelta) | 24 y 25 de abril de 2021 (ida) 1 de mayo al 4 de junio de 2021 (vuelta) | 24 y 25 de abril de 2021 (ida) 1 de mayo al 4 de junio de 2021 (vuelta) |             |             | 10 de junio de 2021 (ida) 13 y 14 de junio de 2021 (vuelta) | 10 de junio de 2021 (ida) 13 y 14 de junio de 2021 (vuelta) | 10 de junio de 2021 (ida) 13 y 14 de junio de 2021 (vuelta) | 10 de junio de 2021 (ida) 13 y 14 de junio de 2021 (vuelta) | 10 de junio de 2021 (ida) 13 y 14 de junio de 2021 (vuelta) |   |  | 17 de junio de 2021 (ida) 20 de junio de 2021 (vuelta) | 17 de junio de 2021 (ida) 20 de junio de 2021 (vuelta) | 17 de junio de 2021 (ida) 20 de junio de 2021 (vuelta) | 17 de junio de 2021 (ida) 20 de junio de 2021 (vuelta) | 17 de junio de 2021 (ida) 20 de junio de 2021 (vuelta) |  |
|  |                                                                         |                                                                         |                                                                         |                                                                         |                                                                         |             |             |                                                             |                                                             |                                                             |                                                             |                                                             |   |  |                                                        |                                                        |                                                        |                                                        |                                                        |  |
|  |                                                                         |                                                                         |                                                                         |                                                                         |                                                                         |             |             |                                                             |                                                             |                                                             |                                                             |                                                             |   |  |                                                        |                                                        |                                                        |                                                        |                                                        |  |
|  | 3                                                                       | Millonarios                                                             | 2                                                                       | 0                                                                       | 2                                                                       |             |             |                                                             |                                                             |                                                             |                                                             |                                                             |   |  |                                                        |                                                        |                                                        |                                                        |                                                        |  |
|  | 3                                                                       | Millonarios                                                             | 2                                                                       | 0                                                                       | 2                                                                       |             |             |                                                             |                                                             |                                                             |                                                             |                                                             |   |  |                                                        |                                                        |                                                        |                                                        |                                                        |  |
|  |                                                                         | América de Cali                                                         | 1                                                                       | 0                                                                       | 1                                                                       |             |             |                                                             |                                                             |                                                             |                                                             |                                                             |   |  |                                                        |                                                        |                                                        |                                                        |                                                        |  |
|  |                                                                         | América de Cali                                                         | 1                                                                       | 0                                                                       | 1                                                                       | Millonarios | Millonarios | 2                                                           | 2                                                           | 4                                                           |                                                             |                                                             |   |  |                                                        |                                                        |                                                        |                                                        |                                                        |  |
|  |                                                                         |                                                                         |                                                                         |                                                                         |                                                                         | Millonarios | Millonarios | 2                                                           | 2                                                           | 4                                                           |                                                             |                                                             |   |  |                                                        |                                                        |                                                        |                                                        |                                                        |  |
|  |                                                                         |                                                                         | Junior                                                                  | Junior                                                                  | 3                                                                       | 0           | 3           |                                                             |                                                             |                                                             |                                                             |                                                             |   |  |                                                        |                                                        |                                                        |                                                        |                                                        |  |
|  | 2                                                                       | Santa Fe                                                                | Junior                                                                  | Junior                                                                  | 3                                                                       | 0           | 3           | 1                                                           | 0                                                           | 1                                                           |                                                             |                                                             |   |  |                                                        |                                                        |                                                        |                                                        |                                                        |  |
|  | 2                                                                       | Santa Fe                                                                |                                                                         |                                                                         |                                                                         |             |             |                                                             |                                                             | 1                                                           |                                                             |                                                             |   |  |                                                        |                                                        |                                                        |                                                        |                                                        |  |
|  |                                                                         | Junior                                                                  | 3                                                                       | 0                                                                       | 3                                                                       |             |             |                                                             |                                                             |                                                             |                                                             |                                                             |   |  |                                                        |                                                        |                                                        |                                                        |                                                        |  |
|  |                                                                         |                                                                         |                                                                         |                                                                         |                                                                         |             |             |                                                             | Millonarios                                                 | Millonarios                                                 | 1                                                           | 1                                                           | 2 |  |                                                        |                                                        |                                                        |                                                        |                                                        |  |
|  |                                                                         |                                                                         |                                                                         |                                                                         |                                                                         |             |             |                                                             |                                                             |                                                             |                                                             |                                                             | 2 |  |                                                        |                                                        |                                                        |                                                        |                                                        |  |
|  |                                                                         |                                                                         | Deportes Tolima                                                         | Deportes Tolima                                                         | 1                                                                       | 2           | 3           |                                                             |                                                             |                                                             |                                                             |                                                             |   |  |                                                        |                                                        |                                                        |                                                        |                                                        |  |
|  | 1                                                                       | Atlético Nacional                                                       | Deportes Tolima                                                         | Deportes Tolima                                                         | 1                                                                       | 2           | 3           | 0                                                           | 2                                                           | 2                                                           |                                                             |                                                             |   |  |                                                        |                                                        |                                                        |                                                        |                                                        |  |
|  | 1                                                                       | Atlético Nacional                                                       |                                                                         |                                                                         |                                                                         |             |             |                                                             |                                                             | 2                                                           |                                                             |                                                             |   |  |                                                        |                                                        |                                                        |                                                        |                                                        |  |
|  |                                                                         | La Equidad                                                              | 1                                                                       | 2                                                                       | 3                                                                       |             |             |                                                             |                                                             |                                                             |                                                             |                                                             |   |  |                                                        |                                                        |                                                        |                                                        |                                                        |  |
|  |                                                                         | La Equidad                                                              | 1                                                                       | 2                                                                       | 3                                                                       | La Equidad  | La Equidad  | 1                                                           | 1                                                           | 2                                                           |                                                             |                                                             |   |  |                                                        |                                                        |                                                        |                                                        |                                                        |  |
|  |                                                                         |                                                                         |                                                                         |                                                                         |                                                                         | La Equidad  | La Equidad  | 1                                                           | 1                                                           | 2                                                           |                                                             |                                                             |   |  |                                                        |                                                        |                                                        |                                                        |                                                        |  |
|  |                                                                         |                                                                         | Deportes Tolima                                                         | Deportes Tolima                                                         | 1                                                                       | 2           | 3           |                                                             |                                                             |                                                             |                                                             |                                                             |   |  |                                                        |                                                        |                                                        |                                                        |                                                        |  |
|  | 4                                                                       | Deportivo Cali                                                          | Deportes Tolima                                                         | Deportes Tolima                                                         | 1                                                                       | 2           | 3           | 0                                                           | 2                                                           | 2                                                           |                                                             |                                                             |   |  |                                                        |                                                        |                                                        |                                                        |                                                        |  |
|  | 4                                                                       | Deportivo Cali                                                          |                                                                         |                                                                         |                                                                         |             |             |                                                             |                                                             | 2                                                           |                                                             |                                                             |   |  |                                                        |                                                        |                                                        |                                                        |                                                        |  |
|  |                                                                         | Deportes Tolima                                                         | 3                                                                       | 0                                                                       | 3                                                                       |             |             |                                                             |                                                             |                                                             |                                                             |                                                             |   |  |                                                        |                                                        |                                                        |                                                        |                                                        |  |
|  |                                                                         |                                                                         |                                                                         |                                                                         |                                                                         |             |             |                                                             |                                                             |                                                             |                                                             |                                                             |   |  |                                                        |                                                        |                                                        |                                                        |                                                        |  |
|  |                                                                         |                                                                         |                                                                         |                                                                         |                                                                         |             |             |                                                             |                                                             |                                                             |                                                             |                                                             |   |  |                                                        |                                                        |                                                        |                                                        |                                                        |  |

- Nota : El equipo ubicado en la primera línea de cada llave es el que ejerce la localía en el partido de vuelta.

### Cuartos de final
- La hora de cada encuentro corresponde al huso horario que rige a Colombia (UTC-5).

| 25 de abril de 2021, 20:00 | La Equidad | 1:0 (0:0) | Atlético Nacional | Estadio Metropolitano de Techo, Bogotá                 |                                                        |
|                            | Zapata 66' | Reporte   |                   | Asistencia: 0 espectadores Árbitro(s): John Hinestroza | Asistencia: 0 espectadores Árbitro(s): John Hinestroza |

| 2 de mayo de 2021, 15:30 | Atlético Nacional         | 2:2 (0:0) | La Equidad                      | Estadio Atanasio Girardot, Medellín                    |                                                        |
|                          | Andrade 64' · Perlaza 68' | Reporte   | Mahecha 56' · Herazo 78' (pen.) | Asistencia: 0 espectadores Árbitro(s): Carlos Betancur | Asistencia: 0 espectadores Árbitro(s): Carlos Betancur |

| 25 de abril de 2021, 15:30 | Junior                        | 3:1 (1:0) | Santa Fe     | Estadio Metropolitano Roberto Meléndez, Barranquilla |                                                      |
|                            | González 30' · Borja 48', 54' | Reporte   | Palacios 56' | Asistencia: 0 espectadores Árbitro(s): Wilmar Roldán | Asistencia: 0 espectadores Árbitro(s): Wilmar Roldán |

| 2 de mayo de 2021, 13:00 | Santa Fe | 0:0     | Junior | Estadio Centenario, Armenia                          |                                                      |
| |          | Reporte |        | Asistencia: 0 espectadores Árbitro(s): Carlos Ortega | Asistencia: 0 espectadores Árbitro(s): Carlos Ortega |
| El partido, inicialmente programado para jugarse en el Estadio Nemesio Camacho El Campín de Bogotá el 2 de mayo de 2021 a las 13:00 horas, fue reprogramado para el Estadio Centenario de Armenia debido a la declaratoria de Alerta Roja General por parte de la Alcaldía Mayor de Bogotá a través del Decreto 157 del 25 de abril de 2021, en el cual no se autoriza la celebración de actividades deportivas en la ciudad entre el 26 de abril y el 9 de mayo de 2021. |          |         |        |                                                      |                                                      |

| 24 de abril de 2021, 15:30 | América de Cali | 1:2 (0:1) | Millonarios            | Estadio Pascual Guerrero, Cali                       |                                                      |
|                            | Cabrera 53'     | Reporte   | Uribe 13' · Arango 80' | Asistencia: 0 espectadores Árbitro(s): Carlos Ortega | Asistencia: 0 espectadores Árbitro(s): Carlos Ortega |

| 1 de mayo de 2021, 18:00 | Millonarios | 0:0 | América de Cali | Estadio Manuel Murillo Toro, Ibagué                  |  |
| |             |     |                 | Asistencia: 0 espectadores Árbitro(s): Wilmar Roldán |  |
| El partido, inicialmente programado para jugarse en el Estadio Nemesio Camacho El Campín de Bogotá el 1 de mayo de 2021 a las 15:00 horas, fue reprogramado para el mismo día a las 18:00 horas en el Estadio Manuel Murillo Toro de Ibagué debido a la declaratoria de Alerta Roja General por parte de la Alcaldía Mayor de Bogotá a través del Decreto 157 del 25 de abril de 2021, en el cual no se autoriza la celebración de actividades deportivas en la ciudad entre el 26 de abril y el 9 de mayo de 2021. |             |     |                 |                                                      |  |

| 25 de abril de 2021, 17:40 | Deportes Tolima                           | 3:0 (1:0) | Deportivo Cali | Estadio Manuel Murillo Toro, Ibagué                  |                                                      |
|                            | Estupiñán 39' · Albornoz 84' · Campaz 87' | Reporte   |                | Asistencia: 0 espectadores Árbitro(s): Jorge Tabares | Asistencia: 0 espectadores Árbitro(s): Jorge Tabares |

| 4 de junio de 2021, 15:30 | Deportivo Cali                             | 2:0 (2:0) | Deportes Tolima | Estadio Armando Maestre Pavajeau, Valledupar           |                                                        |
| | G. Rodríguez 22' (pen.) · Á. Rodríguez 33' | Reporte   |                 | Asistencia: 0 espectadores Árbitro(s): John Hinestroza | Asistencia: 0 espectadores Árbitro(s): John Hinestroza |
| El partido, inicialmente programado para jugarse el 1 de mayo de 2021 a las 20:00 horas, fue suspendido por incidentes de orden público en el departamento del Valle del Cauca y reprogramado para el 8 de mayo de 2021 a las 17:30 horas. Debido al aplazamiento del partido Deportes Tolima vs. Emelec por la Copa Sudamericana 2021 y a la situación del orden público en el país, el partido fue nuevamente postergado al 4 de junio de 2021 a las 15:30 horas en Valledupar. |                                            |           |                 |                                                        |                                                        |

### Semifinales
- La hora de cada encuentro corresponde al huso horario que rige a Colombia (UTC-5).

| 10 de junio de 2021, 18:05 | Deportes Tolima | 1:1 (1:1) | La Equidad  | Estadio Manuel Murillo Toro, Ibagué                  |                                                      |
|                            | Orozco 6'       | Reporte   | Mahecha 37' | Asistencia: 0 espectadores Árbitro(s): Carlos Ortega | Asistencia: 0 espectadores Árbitro(s): Carlos Ortega |

| 14 de junio de 2021, 19:00 | La Equidad        | 1:2 (0:1) | Deportes Tolima                     | Estadio Metropolitano de Techo, Bogotá                 |                                                        |
|                            | Herazo 63' (pen.) | Reporte   | Estupiñán 16' · Mosquera 51' (pen.) | Asistencia: 0 espectadores Árbitro(s): John Hinestroza | Asistencia: 0 espectadores Árbitro(s): John Hinestroza |

| 10 de junio de 2021, 16:00 | Junior                           | 3:2 (3:1) | Millonarios            | Estadio Metropolitano Roberto Meléndez, Barranquilla   |                                                        |
|                            | Valencia 10', 39' · Sambueza 44' | Reporte   | Uribe 19' · Arango 56' | Asistencia: 0 espectadores Árbitro(s): Carlos Betancur | Asistencia: 0 espectadores Árbitro(s): Carlos Betancur |

| 13 de junio de 2021, 13:30 | Millonarios          | 2:0 (2:0) | Junior | Estadio El Campín, Bogotá                            |                                                      |
|                            | Uribe 3' (pen.), 12' | Reporte   |        | Asistencia: 0 espectadores Árbitro(s): Jorge Tabares | Asistencia: 0 espectadores Árbitro(s): Jorge Tabares |

### Final
- La hora de cada encuentro corresponde al huso horario que rige a Colombia (UTC-5).

| 17 de junio de 2021, 20:00 | Deportes Tolima | 1:1 (1:0) | Millonarios          | Estadio Manuel Murillo Toro, Ibagué                    |                                                        |
|                            | Caicedo 36'     | Reporte   | Pereira 90+7' (pen.) | Asistencia: 0 espectadores Árbitro(s): Carlos Betancur | Asistencia: 0 espectadores Árbitro(s): Carlos Betancur |

| 20 de junio de 2021, 15:00 | Millonarios | 1:2 (1:0) | Deportes Tolima  | Estadio El Campín, Bogotá                            |                                                      |
|                            | Ruiz 23'    | Reporte   | Caicedo 61', 69' | Asistencia: 0 espectadores Árbitro(s): Carlos Ortega | Asistencia: 0 espectadores Árbitro(s): Carlos Ortega |

|                                     |
| Bandera de Colombia                 |
| Campeón Deportes Tolima 3.er título |

## Estadísticas

### Goleadores
| Jugador          | Equipos                | Goles | PJ | Media |
| ---------------- | ---------------------- | ----- | -- | ----- |
| Jefferson Duque  | Atlético Nacional      | 11    | 17 | 0.65  |
| Fernando Uribe   | Millonarios            | 11    | 19 | 0.58  |
| Diego Herazo     | La Equidad             | 11    | 21 | 0.52  |
| Cristian Arango  | Millonarios            | 9     | 22 | 0.41  |
| Miguel Borja     | Junior                 | 8     | 14 | 0.57  |
| Agustín Vuletich | Independiente Medellín | 7     | 11 | 0.64  |
| Brayan Moreno    | Boyacá Chicó           | 6     | 16 | 0.38  |
| David Lemos      | Once Caldas            | 6     | 15 | 0.4   |
| Jarlan Barrera   | Atlético Nacional      | 6     | 18 | 0.33  |
| Kelvin Osorio    | Santa Fe               | 6     | 18 | 0.33  |

Fuente: Dimayor

### Asistencias
| Jugador            | Equipos              | Asistencias | PJ |
| ------------------ | -------------------- | ----------- | -- |
| Ómar Bertel        | Millonarios          | 5           | 19 |
| Daniel Mantilla    | La Equidad           | 5           | 22 |
| Eduardo Sosa       | Jaguares             | 4           | 14 |
| Juan Pablo Zuluaga | Atlético Bucaramanga | 4           | 15 |
| Andrés Andrade     | Atlético Nacional    | 4           | 16 |
| Gabriel Fuentes    | Junior               | 4           | 17 |
| Jefferson Duque    | Atlético Nacional    | 4           | 17 |
| Yesus Cabrera      | América de Cali      | 4           | 17 |
| Esneyder Mena      | Deportivo Pasto      | 4           | 17 |
| Pablo Rojas        | Jaguares             | 4           | 17 |

Fuente: Dimayor

## Cambios de categoría a mitad de año
| Descenso | Boyacá Chicó |

| Ascenso | Atlético Huila Deportes Quindío |